# Biblioteca i Museu Presidencial John F. Kennedy

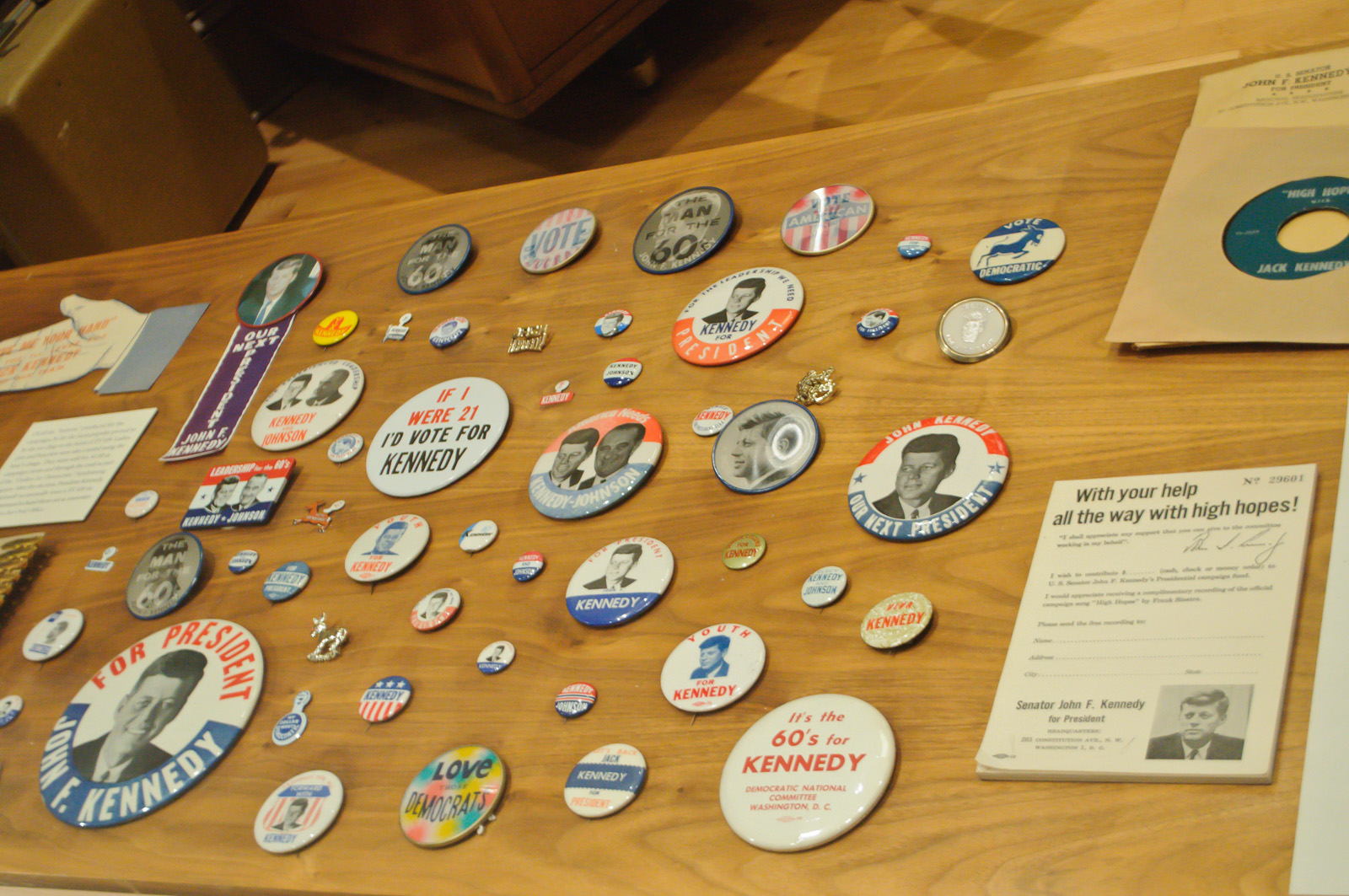
Col·lecció de botons de campanya de la Biblioteca i Museu Presidencial John F. Kennedy.

La Biblioteca i Museu Presidencial John F. Kennedy (John F. Kennedy Presidential Library and Museum) conté els registres oficials i la correspondència de John F. Kennedy, que va ser president dels Estats Units de 1961 a 1963. Es troba a Dorchester, un barri de la ciutat de Boston, Massachusetts. Va ser dissenyada per l'arquitecte Ieoh Ming Pei. La biblioteca i el museu van ser oberts el 1979 pel llavors president Jimmy Carter i hi van assistir membres de la família Kennedy. El 15 d'abril de 2013, el dia de la Marató de Boston, es produeix un incendi a la biblioteca, però les autoritats diuen que no tenia cap connexió amb les explosions a la Marató de Boston de 2013 que es van produir el mateix dia. El foc no va causar cap víctima.

## Serveis oferts
L'establiment ofereix un gran nombre de serveis per la seva doble funció com a museu i biblioteca. El museu ofereix una visita guiada a una exposició permanent que presenta la història de John F. Kennedy. L'establiment també organitza regularment exposicions especials. La biblioteca, per la seva banda, conté una gran col·lecció de documents d'arxiu relacionats amb el 35 president. És gestionat per la National Archives and Records Administration, que en va assumir la responsabilitat el 1979. Diversos milers d'aquests fitxers han estat digitalitzats per tal de ser accessibles per la base de dades del lloc oficial. A més, la biblioteca ofereix molts serveis digitals des del 2020. Inclou, entre d'altres, un butlletí per correu electrònic, recursos didàctics, un podcast, un bloc, fòrums de debat virtuals, així com diverses activitats lúdiques per als seus usuaris.

## Objectius de difusió
L'objectiu principal de divulgació de la Biblioteca i Museu Presidencial John F. Kennedy és educar els visitants sobre la vida d'aquest president. És en aquesta recerca que fa visites guiades al seu museu i organitza panells de presentació que utilitzen multitud de mitjans. L'establiment també aconsegueix aquest objectiu amb l'ajuda de recursos digitals com podcasts o activitats interactives. El seu segon objectiu de difusió és fer accessible la massa de documentació sobre John F. Kennedy que té a disposició dels investigadors, tant físicament com digitalment. No obstant això, s'han plantejat crítiques sobre la censura de certs aspectes de la vida d'aquest personatge, com els seus escàndols, especialment amb relació a les seves relacions amb el sexe oposat.

## Arquitectura
Aquesta biblioteca forma part del patrimoni dels Estats Units, però també és un monument oficial en honor a John F. Kennedy. La biblioteca es va construir gràcies a aproximadament 36 milions de donants d'arreu del món. La Biblioteca Kennedy té un museu situat a la planta baixa i una sala d'investigació al 4t pis.
L'arquitecte IM Pei va ser escollit per construir la Biblioteca Kennedy en un estil modern en blanc i negre. Els materials utilitzats principalment per a la construcció de la biblioteca són el vidre i el formigó. La instal·lació, que es troba en un solar de 9,5 hectàrees, consta d'una estructura triangular de nou pisos. L'edifici principal compleix les funcions d'educació, administració i arxiu. A la base d'aquesta torre hi ha una ampliació de dos pisos de la biblioteca. A l'interior hi ha exposicions i dues sales de cinema. Un pavelló de vidre de 115 peus d'alçada ofereix espai per a la reflexió al final del museu.

## Exposicions i col·leccions
Tots els documents relatius a Kennedy es troben en aquest establiment. A més, la biblioteca té molts manuscrits de la correspondència d'Ernest Hemingway.
Les exposicions se centren en la biografia, l'administració i els èxits de Kennedy de manera cronològica. L'exposició comença amb un curtmetratge que relata la vida de l'expresident fins al seu nomenament. Després, els visitants poden veure una exposició sobre les eleccions de 1960 que inclou vídeos del debat presidencial. Les exposicions inclouen artefactes contemporanis per ajudar a submergir-hi el visitant. La visita al museu conclou amb una exposició sobre el tema de l'assassinat de Kennedy i el seu llegat a la societat nord-americana.